# 이시이 소지로
이시이 소지로(일본어: 石井 壮二郎, 1976년 3월 29일 ~ )는 일본의 전 축구 선수이다.

## 구단 경력
1992년 J1리그의 감바 오사카에 입단했다. 1996년까지 36경기에 출전하여, 1득점을 넣었다. 1997년 재팬 풋볼 리그의 덴소로 이적했다. 1998년후 현역 은퇴.